# 선교사
선교사(宣敎師, missionary)는 기독교에서는 복음을 타국에서 가서 전하는 사역자이다. 넓은 의미로 여러 종교들에 속한 사람이 소속된 종교의 교리를 전파하는 사람을 말한다.

## 기독교

### 가톨릭
일본에 최초로 가톨릭을 전한 선교사는 예수회 소속 프란치스코 하비에르이다. 1549년에 일본에 도착하여 선교를 한 그는 '동양의 사도'로 불린다.
중국에 최초로 가톨릭을 전한 선교사는 이탈리아 출신 마테오 리치이며 그가 중국에 선교를 시작한 시기는 1583년이다.
한반도에 처음으로 파송되어 입국한 가톨릭 선교사는 중국인 주문모(周文謨)이며, 그는 1794년(정조 18)년 음력 12월 3일에 얼어붙은 두만강을 넘어 입국했으며 1801년 신유박해때 조선에서 순교했다.

### 개신교
개신교에서의 선교사는 해당 사역지에 파송되어 그 사역지의 해당 거주민을 돕고 최종적으로 개신교를 포교하는 사람을 의미한다.

#### 선교사의 소속
개신교 선교사의 파송경로는 크게 교단에서의 선교사 파송과 선교단체에서의 파송으로 나뉜다. 교단 파송 선교사의 경우에는 목회자를 중심으로 선교사를 파송하여, 해당 지역에 교회를 세워 해당 지역의 신자들이 늘어나게 하는 것이 큰 목적 중 하나이며, 평신도 선교사도 파송하기도 하지만 어디까지나 목회자를 보조하는 것이 원칙이다. 반면 선교단체 파송 선교사의 경우에는 전문 훈련을 받거나 신앙 훈련을 받은 평신도 헌신자들이 중심으로 이루어져 있으며, 이들은 평신도 중심의 교회 개척이나 성경 번역, 신자 파송 등의 교단 소속 선교사들이 할 수 없는 분야에서 교단 파송 선교사들과 동일한 정도의 선교활동을 펼치고 있다.

#### 한국개신교의 선교사 현황
한국 개신교의 선교사는 1979년에는 79명에 불과했던 개신교 선교사가 1994년에는 3,272명으로 늘어난 이후, 2005년에는 14,086명, 2010년에는 22,014명으로 급성장하였다.
2010년도 선교사 현황에 의하면 이 중 교단 소속 선교사는 9,825명, 선교단체 소속 선교사는 12,860명으로 선교단체가 우위를 점하고 있으나, 최근 교단 소속 선교사가 증가하고 이중 파송자가 줄어드는 현상이 나타나고 있어 향후 선교단체의 우위가 증가할지의 여부는 분명하지 않다. 한편 최다 파송교단은 대한예수교장로회(합동), 대한예수교장로회(통합), 기독교대한감리회 순으로 나타났으며, 선교단체별로는 대학생성경읽기선교회, 국제기아대책기구, 국제대학선교협의회, 인터콥, 예수전도단의 순으로 나타났다.

## 같이 보기
- 복음 전도
- 선교학
- 선교사 자녀
- 개종